# 둥청구 (베이징시)

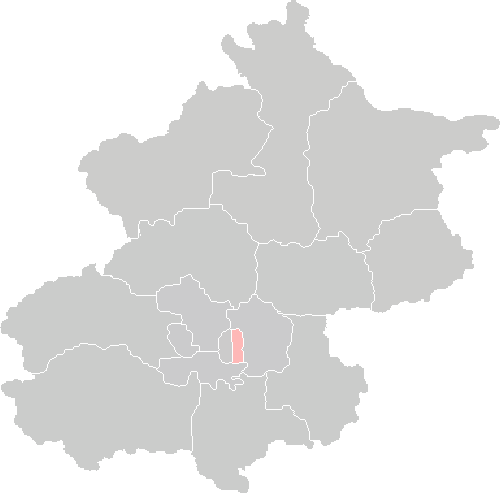
둥청구의 위치

둥청구(한국어: 동성구, 중국어: 东城区, 병음: Dōngchéng Qū)는 중화인민공화국 베이징시의 행정 구역 중 하나이다. 넓이는 41.7km2이고, 인구는 2010년 기준으로 916,000명이다.
둥청구에는 천안문, 자금성, 왕푸징, 둥단로, 베이징역, 창안로 등 베이징의 중요한 장소가 위치해있다. 중공 정권이 들어서기 전까지 둥청구에는 주로 부유한 상인과 중산층이 거주하고 있었다.

## 행정 구역

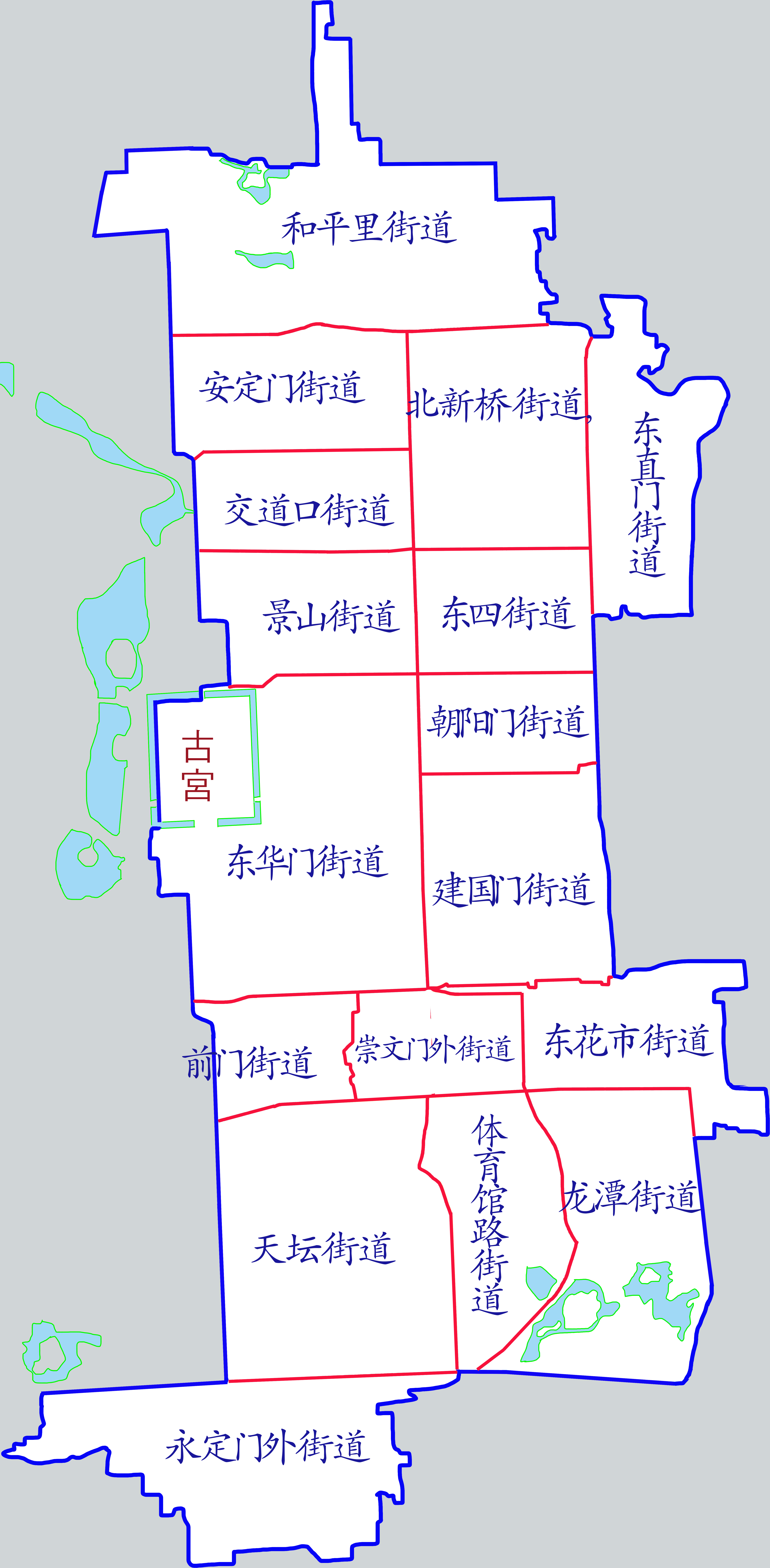
둥청구의 행정구역

17개 가도(街道)를 관할한다.
|    | 街道         |
| 1  | 东华门街道   |
| 2  | 景山街道     |
| 3  | 交道口街道   |
| 4  | 安定门街道   |
| 5  | 北新桥街道   |
| 6  | 东四街道     |
| 7  | 朝阳门街道   |
| 8  | 建国门街道   |
| 9  | 东直门街道   |
| 10 | 和平里街道   |
| 11 | 前门街道     |
| 12 | 崇文门外街道 |
| 13 | 东花市街道   |
| 14 | 龙潭街道     |
| 15 | 体育馆路街道 |
| 16 | 天坛街道     |
| 17 | 永定门外街道 |